# Liste von Sakralbauten im Landkreis Sächsische Schweiz-Osterzgebirge
Die Liste von Sakralbauten im Landkreis Sächsische Schweiz-Osterzgebirge gibt eine möglichst vollständige Übersicht der im Landkreis Sächsische Schweiz-Osterzgebirge im Südosten des Landes Sachsen vorhandenen relevanten Sakralbauten mit ihrem Status, Adresse, Koordinaten und einer Ansicht (Stand Juli 2023).

## Kapellen
Für die Friedhofskapellen siehe auch #Friedhöfe.
| Artikel                                   | Beschreibung | Gemeinde                        | Ort                    | Bild            | Koordinaten                  |
| ----------------------------------------- | --- | ------------------------------- | ---------------------- | --------------- | ---------------------------- |
| Barbarakapelle (Dippoldiswalder Heide)    | Ruine einer spätgotischen Kapelle, 1495 erstmals erwähnt                                                                                                 | Rabenau                         | Oelsa (Rabenau)        | weitere Bilder  | 50° 56′ 18″ N, 13° 40′ 2″ O  |
| Evangelische Kapelle Oberbärenburg        | Saalbau mit Dachturm 1913 (Lossow & Kühne) | Altenberg                       | Oberbärenburg          |                 | 50° 47′ 50″ N, 13° 42′ 36″ O |
| Friedenskapelle Kleinnaundorf             | 1950 als einer der ersten Kirchenneubauten in der DDR erbaut                                                                                             | Freital                         | Kleinnaundorf          |                 | 50° 59′ 35″ N, 13° 41′ 46″ O |
| Katharinenkapelle (Dippoldiswalder Heide) | Ehemals quadratische Kapelle mit dreiseitigem Schluss, 1539 abgebrochen, Reste 1889 freigelegt, nur Grundmauern erhalten                                 | Rabenau                         | Dippoldiswalder Heide  |                 | 50° 55′ 49″ N, 13° 40′ 47″ O |
| St. Ursula (Naundorf)                     | Pilgerort und christliches Erholungsheim der Schönstattbewegung, Umbau aus Privathaus nach 1955, mit Kapellenneubau 2006                                 | Struppen                        | Naundorf               | Bild gesucht BW | 50° 57′ 2″ N, 14° 1′ 34″ O   |
| Katholische Kapelle Oberbärenburg         | Saalbau mit Dachreiter 1912 | Altenberg                       | Oberbärenburg          |                 | 50° 47′ 43″ N, 13° 42′ 54″ O |
| Kapelle Burg Stolpen                      | Kapelle von Burg Stolpen, nur Mauerreste erhalten | Stolpen                         | Burg Stolpen           | Bild gesucht    | 51° 2′ 53″ N, 14° 5′ 4″ O    |
| Kapelle Festung Königstein                | St. Georgs-Kapelle, Kapelle der Festung Königstein, siehe unter #Kirchengebäude                                                                          | Königstein (Sächsische Schweiz) | Festung Königstein     | weitere Bilder  | 50° 55′ 4″ N, 14° 3′ 12″ O   |
| Friedhofskapelle Possendorf               | Einzeldenkmal der Sachgesamtheit Friedhof und Kapelle Possendorf: Friedhofskapelle                                                                       | Bannewitz                       | Possendorf (Bannewitz) |                 | 50° 57′ 54″ N, 13° 42′ 30″ O |
| Friedhofskapelle Königstein               | Kleine neuromanisch-neugotische Saalkirche von 1880 (Sandsteinquaderbau mit Giebelfassade und dreiseitigem Chorschluss)                                  | Königstein (Sächsische Schweiz) | Königstein             |                 | 50° 54′ 59″ N, 14° 4′ 11″ O  |
| Friedhofskapelle Potschappel              | Friedhofskapelle und Kriegerdenkmal Erster Weltkrieg auf dem Friedhof Potschappel                                                                        | Freital                         | Potschappel            |                 | 51° 0′ 44″ N, 13° 39′ 12″ O  |
| Johanniskapelle (Freital)                 | Friedhofskirche (neoromanischer Zentralbau mit Vorbau) in Freital                                                                                        | Freital                         | Schweinsdorf           |                 | 50° 59′ 43″ N, 13° 39′ 13″ O |
| Kahlehöhenkirche                          | Kapelle, daneben Gedenkstein zur Erinnerung an die hier ursprünglich stehende Kahlehöhenkirche – neugotische Kapelle. Sandstein-Tür- und -Fenstergewände | Dippoldiswalde                  | Reichstädt             | weitere Bilder  | 50° 50′ 54″ N, 13° 36′ 36″ O |
| Ratskapelle Dippoldiswalde                | Rathaus, ehemals mit spätgotischer Kapelle im Innern | Dippoldiswalde                  | Dippoldiswalde         |                 | 50° 53′ 47″ N, 13° 40′ 3″ O  |
| Schlosskapelle Gamig                      | Kapelle von Gut Gamig, ungewöhnlicher zweigeschossiger Bau 1. Dr. 16. Jh. mit Treppenturm, im EG dreischiffiger Kapellenraum mit Sterngewölbe            | Dohna                           | Gamig                  | weitere Bilder  | 50° 57′ 45″ N, 13° 50′ 26″ O |
| Schlosskapelle Reichstädt                 | Kapelle von Schloss Reichstädt | Dippoldiswalde                  | Reichstädt             | weitere Bilder  | 50° 52′ 54″ N, 13° 38′ 7″ O  |
| Schlosskapelle Lauenstein                 | Kapelle in Schloss Lauenstein, mehrfach umgewandelter Raum mit Tonnengewölbe                                                                             | Altenberg                       | Lauenstein             | weitere Bilder  | 50° 47′ 5″ N, 13° 49′ 13″ O  |
| Schlosskapelle Weesenstein                | Bedeutende barocke Kapelle in Schloss Weesenstein, 1738–41 von Johann Georg Schmidt                                                                      | Müglitztal                      | Weesenstein            | weitere Bilder  | 50° 55′ 58″ N, 13° 51′ 32″ O |

## Kirchengebäude
| Artikel                                            | Beschreibung | Gemeinde                        | Ort                           | Bild           | Koordinaten                  |
| -------------------------------------------------- | --- | ------------------------------- | ----------------------------- | -------------- | ---------------------------- |
| Anstaltskirche Sonnenstein                         | Neugotisches Bauwerk 1902, ungenutzt und vom Verfall bedroht | Pirna                           | Sonnenstein                   | weitere Bilder | 50° 57′ 38″ N, 13° 56′ 54″ O |
| Apostolische Kirche                                | Langgestreckter Putzbau mit Satteldach, wohl 1950er Jahre | Königstein (Sächsische Schweiz) | Königstein                    |                | 50° 54′ 53″ N, 14° 4′ 20″ O  |
| Bergkirche Tharandt                                | Kleine Saalkirche des 17. Jahrhunderts, weithin sichtbar auf Bergsporn gelegen | Tharandt                        | Tharandt                      | weitere Bilder | 50° 59′ 0″ N, 13° 34′ 57″ O  |
| Bergkirche Kipsdorf                                | Neubau 1907 durch Lossow & Kühne | Altenberg                       | Kipsdorf                      | weitere Bilder | 50° 48′ 16″ N, 13° 40′ 37″ O |
| Christuskirche                                     | Neugotische Kirche in Freital, 1867 von August Pieper | Freital                         | Deuben                        | weitere Bilder | 50° 59′ 41″ N, 13° 38′ 51″ O |
| Dorfkirche Burkhardswalde                          | Große spätgotische Hallenkirche, nach Inschrift 1451 erbaut, Putzdecke und Orgel im Innern aus dem 18. Jh. | Müglitztal                      | Burkhardswalde                | weitere Bilder | 50° 55′ 17″ N, 13° 51′ 33″ O |
| Dorfkirche Dittersbach (Dürrröhrsdorf-Dittersbach) | Nach Brand 1662 erbaut, Turm 1721, Silbermannorgel 1726 | Dürrröhrsdorf-Dittersbach       | Dittersbach                   | weitere Bilder | 51° 2′ 12″ N, 13° 59′ 17″ O  |
| Dorfkirche Höckendorf                              | Eindrucksvolle spätromanische Saalkirche mit eingezogenem polygonalem Chor der Spätgotik, mehrfacher Umbau | Klingenberg                     | Höckendorf                    | weitere Bilder | 50° 55′ 34″ N, 13° 35′ 15″ O |
| Dorfkirche Lohmen (Sachsen)                        | Barocker Zentralbau 1786/89, Orgel von Johann Christian Kayser | Lohmen                          | Lohmen                        | weitere Bilder | 50° 59′ 23″ N, 13° 59′ 46″ O |
| Dorfkirche Ehrenberg                               | Schlichte Saalkirche mit 3/8-Schluss, verputzter Bruchsteinbau, umgeben von Strebepfeilern, schmale rundbogige Fenster, Satteldach mit Dachreiter | Hohnstein                       | Ehrenberg                     | weitere Bilder | 50° 59′ 29″ N, 14° 9′ 8″ O   |
| Dorfkirche Friedrichswalde                         | Saalkirche um 1500, mit eingezogenem, langgestrecktem Chor und Westturm. Der Saal, 1639 ausgebrannt, war 1647 wieder hergestellt. Westgiebel und Westturm neugotisch, 1892, ebenso die Sakristei. Altar und Kanzel neugotisch, von 1892                                                                                | Bahretal                        | Friedrichswalde               | weitere Bilder | 50° 54′ 1″ N, 13° 54′ 23″ O  |
| Dorfkirche Grumbach                                | Langgestreckte Saalkirche romanischen Ursprungs, Umbau 1609/10, Restaurierungen 1889, 1921–23, 1947–49 und 1952/53, 1994 | Wilsdruff                       | Grumbach                      | weitere Bilder | 51° 1′ 34″ N, 13° 33′ 7″ O   |
| Dorfkirche Herzogswalde                            | Langgestreckte Saalkirche 1596, barocker Umbau 1752/63, wertvolle Barockorgel | Wilsdruff                       | Herzogswalde                  | weitere Bilder | 51° 0′ 41″ N, 13° 29′ 27″ O  |
| Dorfkirche Johnsbach                               | Leicht gestreckter, achteckiger Bau mit Zentralbaucharakter, 1749/50 von Andreas Hünigen unter Verwendung älterer Teile. 1972 durch Brand zerstört, 1976–84 Wiederaufbau mit völlig veränderter Innenraumeinteilung.                                                                                                   | Glashütte                       | Johnsbach                     | weitere Bilder | 50° 49′ 43″ N, 13° 44′ 47″ O |
| Dorfkirche Klingenberg                             | Auf einer Anhöhe liegende Saalkirche von 1742, Restaurierungen 1992. Verputzter Bruchsteinbau mit steilem Satteldach. Am geraden Ostschluss Sakristeianbau, quadratischer Westturm mit achtseitigem Glockengeschoss und schlanker, geschweifter Haube.                                                                 | Klingenberg                     | Klingenberg                   | weitere Bilder | 50° 55′ 4″ N, 13° 32′ 7″ O   |
| Dorfkirche Krippen                                 | Neoromanische Saalkirche mit Südwestturm, Kriegerdenkmal für die Gefallenen des Ersten Weltkrieges | Bad Schandau                    | Krippen                       | weitere Bilder | 50° 54′ 25″ N, 14° 9′ 58″ O  |
| Dorfkirche Lichtenhain                             | Schlichte Saalkirche mit Dreiachtelschluss, 1696/97 umgebaut | Sebnitz                         | Lichtenhain                   | weitere Bilder | 50° 56′ 37″ N, 14° 14′ 21″ O |
| Dorfkirche Limbach (Wilsdruff)                     | Saalkirche, 1778 erbaut, 1895 vollständiger Umbau der Kirche. Restaurierungen 1865 und 1977. Verputzter Bruchsteinbau mit geradem Chorabschluss und steilem Satteldach. | Wilsdruff                       | Limbach                       | weitere Bilder | 51° 3′ 3″ N, 13° 28′ 30″ O   |
| Dorfkirche Maxen                                   | Saalkirche mit Polygonchor, Nordturm und südlichen Anbau, im Kern spätgotische Kirche, barock überformt, Saalbau im Rundbogenstil 19. Jh. | Müglitztal                      | Maxen                         |                | 50° 55′ 24″ N, 13° 48′ 11″ O |
| Dorfkirche Papstdorf                               | Saalkirche mit stattlichem Ostturm (1787), im Innern zwei durchlaufende Emporen mit Kanzelaltar, Herbrig-Orgel 1845 | Gohrisch                        | Papstdorf                     | weitere Bilder | 50° 53′ 49″ N, 14° 7′ 42″ O  |
| Dorfkirche Possendorf (Bannewitz)                  | Verputzter Bruchsteinbau mit Dreiseitschluss und Strebepfeilern Neubau 1595, Turmaufsatz von Theodor Quentin | Bannewitz                       | Possendorf                    | weitere Bilder | 50° 57′ 52″ N, 13° 42′ 42″ O |
| Dorfkirche Porschdorf                              | Kleine Saalkirche mit Viereckchor und Südturm, 1903/04 | Bad Schandau                    | Porschdorf                    | weitere Bilder | 50° 56′ 36″ N, 14° 7′ 24″ O  |
| Dorfkirche Pretzschendorf                          | Bedeutender barocker Zentralbau in Form eines langgestreckten Achtecks, 1732/33 | Klingenberg                     | Pretzschendorf                | weitere Bilder | 50° 52′ 18″ N, 13° 31′ 27″ O |
| Dorfkirche Reichstädt                              | Im Kern gotische, barockisierte Saalkirche mit eingezogenem Chor und Westturm | Dippoldiswalde                  | Reichstädt                    | weitere Bilder | 50° 52′ 57″ N, 13° 38′ 16″ O |
| Dorfkirche Reinhardtsgrimma                        | Barocker Umbau eines im Kern spätgotischen Bauwerks, barocke Ausstattung, Orgel von Gottfried Silbermann | Glashütte                       | Reinhardtsgrimma              | weitere Bilder | 50° 53′ 38″ N, 13° 45′ 12″ O |
| Dorfkirche Röhrsdorf                               | Spätbarocke Saalkirche mit Dachreiter, in der Wetterfahne bezeichnet 1749 und 1966, Torpfeiler des Kirchhofs bezeichnet 1534 | Dohna                           | Röhrsdorf (Dohna)             | weitere Bilder | 50° 57′ 43″ N, 13° 48′ 39″ O |
| Dorfkirche Rosenthal                               | Schlichte Saalkirche im Rundbogenstil, 1856 durch Oskar Hofmann erbaut, rest. 1974–80. Verputzter Bau mit gerade geschlossenem Chor und Satteldach. | Rosenthal-Bielathal             | Rosenthal                     | weitere Bilder | 50° 50′ 48″ N, 14° 3′ 29″ O  |
| Dorfkirche Saupsdorf                               | Große Saalkirche mit apsidialem Schluss, 1840/42 nach Entwurf von Johann Gottlieb Lohse | Sebnitz                         | Saupsdorf                     | weitere Bilder | 50° 56′ 32″ N, 14° 19′ 53″ O |
| Dorfkirche Schellerhau                             | Saalkirche mit Dreiachtelschluss 1591/93, reiche Ausmalung | Altenberg                       | Schellerhau                   | weitere Bilder | 50° 46′ 36″ N, 13° 41′ 25″ O |
| Dorfkirche Struppen                                | Saalkirche mit Chorturm und südlichen Vorbau. Die Kirche 2. H. 13. Jh., der Vorbau um 1600, der Chorturm 1695 erhöht. Erneuerung des Inneren 1736. Restaurierung seit 1978. | Struppen                        | Struppen                      | weitere Bilder | 50° 56′ 11″ N, 14° 0′ 36″ O  |
| Dorfkirche Stürza                                  | Saalkirche, erstmals 1398 erwähnt, mit langgestrecktem, spätgotischem Chor mit einfachen Maßwerkfenstern, wuchtiger Turm im Westen. | Dürrröhrsdorf-Dittersbach       | Stürza                        | weitere Bilder | 51° 0′ 40″ N, 14° 3′ 57″ O   |
| Dorfkirche Ulbersdorf                              | Schlichte Saalkirche mit 3/8-Schluss, Ende 17. Jh. Dachreiter von 1699, 1993 erneuert. Restaurierungen 1817, 1830, 1932 und 1969–1974. | Hohnstein                       | Ulbersdorf                    | weitere Bilder | 50° 57′ 45″ N, 14° 12′ 28″ O |
| Dorfkirche Wilschdorf                              | Schlichte Saalkirche mit eingezogenem Chor, Satteldach und Dachreiter, der Saal 16. Jh., der gerade geschlossene Chor 1678, Dachreiter 1661. Umbau und Rest. 1692 und 1859. | Dürrröhrsdorf-Dittersbach       | Wilschdorf                    | weitere Bilder | 51° 3′ 21″ N, 14° 0′ 4″ O    |
| Dreifaltigkeitskirche (Schmiedeberg)               | Bedeutender barocker Zentralbau (1713–1716) nach Plänen von George Bähr | Dippoldiswalde                  | Schmiedeberg (Dippoldiswalde) | weitere Bilder | 50° 50′ 11″ N, 13° 40′ 34″ O |
| Emmauskirche                                       | Saalkirche der Neorenaissance nach Plan von Christian Friedrich Arnold 1875/77 | Freital                         | Potschappel                   | weitere Bilder | 51° 0′ 41″ N, 13° 39′ 35″ O  |
| Engelkirche (Hinterhermsdorf)                      | Saalkirche mit Rundbogenfenstern und geradem Schluss, 1689 | Sebnitz                         | Hinterhermsdorf               | weitere Bilder | 50° 55′ 28″ N, 14° 21′ 39″ O |
| Ev. Stadtkirche St. Marien Königstein              | Neubau 1720/24, Saalkirche mit Fünfachtelschluss und eingezogenem Westturm unter Beteiligung von George Bähr | Königstein (Sächsische Schweiz) | Königstein                    | weitere Bilder | 50° 55′ 5″ N, 14° 4′ 19″ O   |
| Garnisonkirche                                     | Kirchengebäude auf der Festung Königstein, Weihe 1676, nach 1945 profaniert, nach Restaurierung 2000 wieder Gottesdienste | Königstein (Sächsische Schweiz) | Festung Königstein            | weitere Bilder | 50° 55′ 9″ N, 14° 3′ 31″ O   |
| Georgenkirche (Somsdorf)                           | Saalkirche 1712 mit dreiseitigem Schluss unter Verwendung von Resten des romanischen Vorgängers | Freital                         | Somsdorf                      | weitere Bilder | 50° 58′ 35″ N, 13° 36′ 13″ O |
| Hoffnungskirche                                    | Kreuzförmiges neuromanisches Bauwerk mit hohem, weithin sichtbarem Turm, 1900/01 von Fritz Reuter erbaut | Freital                         | Hainsberg                     | weitere Bilder | 50° 58′ 50″ N, 13° 38′ 1″ O  |
| Jakobikirche (Wilsdruff)                           | Im Kern romanisch 1140/50, nach Brand 1574 geringfügig verändert, Dachreiter | Wilsdruff                       | Wilsdruff                     | weitere Bilder | 51° 3′ 6″ N, 13° 32′ 30″ O   |
| Kahlehöhenkirche                                   | Ehemalige Kirche im Ortsteil Reichstädt der Stadt Dippoldiswalde in Sachsen, 1874 abgetragen und Gedenktafel an der neugotischen Kapelle angebracht, siehe unter #Kapellen | Dippoldiswalde                  | Reichstädt                    |                | 50° 50′ 54″ N, 13° 36′ 37″ O |
| Katharinenkirche (Kesselsdorf)                     | Stattliche Chorturmkirche. Von dem mittelalterlichen Bau das spätgotische Westportal erhalten. Neubau von 1562, durch George Bähr 1723–26 das Innere neu ausgebaut. An der Westseite 1878 eine Vorhalle erbaut. | Wilsdruff                       | Kesselsdorf                   | weitere Bilder | 51° 1′ 51″ N, 13° 35′ 47″ O  |
| Kath. Kirche St. Konrad von Parzham                | Schlichtes Kirchengebäude in Form einer Basilika mit Campanile, Neubau nach Entwurf von Egon Körner 1957–1979 | Dippoldiswalde                  | Dippoldiswalde                |                | 50° 53′ 59″ N, 13° 40′ 14″ O |
| Katholische Pfarrkirche St. Maria Immaculata       | Saalkirche, Sandsteinquaderbau mit polygonal ummantelter Apsis und Westturm (1910–1911) | Königstein (Sächsische Schweiz) | Königstein                    | weitere Bilder | 50° 54′ 49″ N, 14° 4′ 10″ O  |
| Kirche Altenberg                                   | Anstelle einer 1945 beschädigten, 1953 abgetragenen Kirche 1989/91 neu erbaut | Altenberg                       | Altenberg                     | weitere Bilder | 50° 45′ 59″ N, 13° 45′ 24″ O |
| Kirche Börnersdorf                                 | Nach Süden ausgerichtete Saalkirche mit Nordturm, der Chor mit Dreiachtelschluss. Nach Brand 1781 Bauwerk erneuert, der Turm 1865 hinzugefügt. | Bad Gottleuba-Berggießhübel     | Börnersdorf                   | weitere Bilder | 50° 49′ 33″ N, 13° 52′ 52″ O |
| Kirche Blankenstein (Wilsdruff)                    | Auf einer Anhöhe liegende schlichte Chorturmkirche, Neubau 1737/38 unter Verwendung älterer Bauteile, Emporensaal mit flacher Kassettendecke mit Bildern aus dem Neuen Testament | Wilsdruff                       | Blankenstein (Wilsdruff)      |                | 51° 2′ 17″ N, 13° 25′ 48″ O  |
| Kirche Breitenau                                   | Betont schlichte großfenstrige Saalkirche mit polygonaler Apsis und Westturm, im Schlussstein des Eingangs bezeichnet 1817. Putzbau. | Bad Gottleuba-Berggießhübel     | Breitenau                     | weitere Bilder | 50° 48′ 27″ N, 13° 53′ 23″ O |
| Kirche Colmnitz                                    | Saalkirche: auf einer Anhöhe, mit hohem, massigem Westturm. Umbau der wohl urspr. gotischen Kirche 1780, das Innere 1925 und 1971 modern erneuert. Verputzter Bruchsteinbau mit geradem Ostschluss und steilem Satteldach.                                                                                             | Klingenberg                     | Colmnitz                      | weitere Bilder | 50° 54′ 32″ N, 13° 29′ 42″ O |
| Kirche Cotta (Dohma)                               | Saalkirche mit schmälerem Chor, dieser mit 3/8-Schluss. Turm an der Südseite. Die jetzige Kirche wohl um 1500, vergrößert um 1606, der Turm von 1618. Eingreifender Umbau 1878–80 durch Gotthilf Ludwig Möckel | Dohma                           | Cotta                         | weitere Bilder | 50° 54′ 17″ N, 13° 57′ 57″ O |
| Kirche Cunnersdorf (Gohrisch)                      | Vorgängerbauwerk durch Neubau 1853/54 von Oskar Hoffmann ersetzt, neuromanische Saalkirche mit Westturm und Sakristei, Rest. 1984/88. | Gohrisch                        | Cunnersdorf                   | weitere Bilder | 50° 53′ 14″ N, 14° 6′ 47″ O  |
| Kirche Dorfhain                                    | Saalkirche romanischen Ursprungs. Umbauten in der 2. H. 15. Jh., nach Brand 1632 bis 1648 wiederaufgebaut. Das Innere teils modern erneuert, Restaurierungen 1983 ff., 1995 (außen). | Dorfhain                        | Dorfhain                      | weitere Bilder | 50° 55′ 57″ N, 13° 33′ 41″ O |
| Kirche Dorf Wehlen                                 | Im Kern eine romanische Kirche, geprägt von einer barocken Überformung | Stadt Wehlen                    | Dorf Wehlen                   | weitere Bilder | 50° 57′ 46″ N, 14° 0′ 15″ O  |
| Kirche Döbra                                       | Kleine Saalkirche mit bedeutendem Wandmalerei-Zyklus, wohl im 14. Jh. erbaut (schmale, lanzettförmige Dreifenstergruppe an der Ostseite), mehrmals erneuert. | Liebstadt                       | Döbra                         | weitere Bilder | 50° 50′ 17″ N, 13° 50′ 20″ O |
| Kirche Fördergersdorf                              | Saalkirche mit geradem Schluss, im Kern romanisch, Umbau 1517, Dachreiter 1744, 1897 erweitert | Kurort Hartha                   | Fördergersdorf                | weitere Bilder | 50° 59′ 42″ N, 13° 32′ 34″ O |
| Kirche Fürstenau                                   | Anstelle eines spätgotischen Vorgängerbaus 1885–1887 nach den Plänen von Christian Gottfried Schramm erbaut, einschiffiger Bau mit Südturm und 3/8-Chorschluss | Altenberg                       | Fürstenau                     | weitere Bilder | 50° 44′ 17″ N, 13° 49′ 47″ O |
| Kirche Fürstenwalde                                | Schlichte Saalkirche mit Dreiachtelschluss, barocker Dachreiter | Altenberg                       | Fürstenwalde                  | weitere Bilder | 50° 45′ 43″ N, 13° 52′ 3″ O  |
| Kirche Graupa                                      | Kirchenbau im Reformstil der Zeit nach 1900, Architekt: Rudolf Kolbe | Pirna                           | Graupa                        | weitere Bilder | 50° 59′ 33″ N, 13° 55′ 26″ O |
| Kirche Helbigsdorf (Wilsdruff)                     | Putzbau mit dreiseitigem Chorschluss, Korbbogenportal mit Schlussstein und zweiflügeliger Tür (1826) an der Südseite, Satteldach mit polygonalem Dachreiter mit Aufsatz | Wilsdruff                       | Helbigsdorf                   | weitere Bilder | 51° 1′ 44″ N, 13° 28′ 23″ O  |
| Kirche Kreischa                                    | Am Hang liegende Saalkirche mit hohem rechteckigem Turm an der Nordseite. Vermutlich auf einen romanischen Bau aus dem 12. Jh. zurückgehend, 1516 umgebaut. Über dem profilierten Rundbogenportal an der Nordseite des Saales datiert 1616, der Turm 1749 erneuert.                                                    | Kreischa                        | Kreischa                      | weitere Bilder | 50° 56′ 39″ N, 13° 45′ 42″ O |
| Kirche Langenwolmsdorf                             | Saalkirche, nach Brand 1637 Neubau 1641, Dachreiter datiert 1652. Tiefgreifender Umbau 1846. Restaurierungen 1683, 1746, 1811 und 1972. Schlichter Bau mit geradem Schluss, Satteldach und hohem Dachreiter. | Stolpen                         | Langenwolmsdorf               | weitere Bilder | 51° 2′ 33″ N, 14° 6′ 59″ O   |
| Kirche Langenhennersdorf                           | Saalkirche mit Dachreiter, einem Profanbau ähnlich. Von einer spätromanischen Kirche Teile der Umfassungsmauern sowie an der Südseite ein gestuftes Rundbogenportal und ein Rundbogenfenster erhalten. Wesentlicher Umbau 1495 sowie 1751–1753 und 1865.                                                               | Bad Gottleuba-Berggießhübel     | Langenhennersdorf             | weitere Bilder | 50° 53′ 13″ N, 14° 0′ 31″ O  |
| Kirche Lauterbach (Stolpen)                        | Im Kern romanische Saalkirche mit Chor, Umbau 1870, davon Dachreiter. | Stolpen                         | Lauterbach (Stolpen)          | weitere Bilder | 51° 4′ 2″ N, 14° 7′ 5″ O     |
| Kirche Liebenau                                    | Auch: Zu den 12 Aposteln, vermutlich 2. Hälfte 15. Jh. (Kirche); 18. Jh. (Empore); 18. Jh. (Holzkassettendecke); 1771 (Kanzelaltar) | Altenberg                       | Liebenau                      | weitere Bilder | 50° 47′ 38″ N, 13° 50′ 24″ O |
| Kirche Liebethal                                   | Schlichte Saalkirche mit Dachreiter, 16. Jh. Innen Kassettendecke, schlichte Ausstattung, Altar um 1600. | Pirna                           | Liebethal                     | weitere Bilder | 50° 59′ 49″ N, 13° 57′ 25″ O |
| Kirche Liebstadt                                   | Saalkirche mit Flankenturm und Polygonchor, reich profilierte spitzbogige Portale mit Stabwerk. Launghaus wohl 15. Jh., Chor mit 3/8-Schluss wohl erst 1511–1518. | Liebstadt                       | Liebstadt                     | weitere Bilder | 50° 51′ 49″ N, 13° 51′ 21″ O |
| Kirche Markersbach                                 | Kleine Saalkirche aus der M. 17. Jh., 1838 umgebaut. Rest. 1970/71 und 1978. Putzbau, die spitzbogigen Fenster mit gotisierender Teilung. Satteldach, achteckiger Dachreiter. Orgel Christian Gottfried Herbrig, 1842.                                                                                                 | Bad Gottleuba-Berggießhübel     | Markersbach                   | weitere Bilder | 50° 50′ 19″ N, 13° 59′ 5″ O  |
| Kirche Mohorn                                      | Auf einer Anhöhe gelegene Saalkirche des 16. Jh. mit stattlichem gotischen Chor (bez. 1496) und hohem Westturm von 1889. Restaurierung und Erweiterung der Saalkirche 1888. | Wilsdruff                       | Mohorn                        | weitere Bilder | 51° 0′ 8″ N, 13° 27′ 27″ O   |
| Kirche Oberottendorf                               | Kirche mit Putzfassade, Chor und Schiff mit gewalmtem Satteldach, massiver Westriegel von 1850 mit einzelnen Rundbogenfenstern und Dachreiter | Neustadt in Sachsen             | Oberottendorf                 | Weitere Bilder | 51° 3′ 59″ N, 14° 12′ 47″ O  |
| Kirche Ottendorf (Bahretal)                        | Saalkirche mit polygonalem Chor und Nordturm, Putzbau, durch Strebepfeiler gegliedert, Saalkirche vom E. 14. Jh., der eingezogene Chor mit 5/8-Schluss, Chorwinkelturm | Bahretal                        | Ottendorf (Bahretal)          | weitere Bilder | 50° 53′ 49″ N, 13° 55′ 16″ O |
| Kirche Oelsen                                      | Kleine Saalkirche, im Osten mit drei Seiten des Chors schließend, Dachreiter. Kirche 1405 genannt. Der jetzige Bau um 1500, erneuert 1806, der Dachreiter bezeichnet 1749. | Bad Gottleuba-Berggießhübel     | Oelsen                        | Weitere Bilder | 50° 48′ 33″ N, 13° 55′ 57″ O |
| Kirche Rathewalde                                  | Kleine Saalkirche, 1689 durch Brand zerstört, der heutige Bau datiert 1860. Restaurierungen 1971/72 (Entfernung der Emporen) und 1987/88. Verputzter Bruchsteinbau mit 3/8-Schluss, Korbbogenfenstern, Walmdach und hohem Dachreiter, Wetterfahne bezeichnet 1891.                                                     | Hohnstein                       | Rathewalde                    | weitere Bilder | 50° 58′ 58″ N, 14° 4′ 29″ O  |
| Kirche Rückersdorf                                 | Kleine Saalkirche, schlichter Putzbau, 1767, mit geradem Abschluss, Krüppelwalmdach, Rundbogenfenster, Dachreiter mit Haube | Neustadt in Sachsen             | Rückersdorf                   | weitere Bilder | 51° 3′ 10″ N, 14° 10′ 20″ O  |
| Kirche Seifersdorf                                 | Im Kern spätgotische, barockisierte Saalkirche mit Dachreiter. Beachtlicher Flügelaltar 1518 | Dippoldiswalde                  | Seifersdorf                   | weitere Bilder | 50° 56′ 4″ N, 13° 38′ 28″ O  |
| Kirche Stadt Wehlen                                | Neoromanisch/gotisches Kirchengebäude mit Polygonchor und Westturm | Stadt Wehlen                    | Stadt Wehlen                  | weitere Bilder | 50° 57′ 26″ N, 14° 2′ 2″ O   |
| Kirchgemeindezentrum Pirna-Sonnenstein             | Neubau 1984/1989, Eule-Orgel 1992 | Pirna                           | Sonnenstein                   | weitere Bilder | 50° 57′ 33″ N, 13° 57′ 28″ O |
| Kirche Oelsa                                       | Neobarocker Neubau 1927 | Rabenau                         | Oelsa                         | weitere Bilder | 50° 57′ 3″ N, 13° 40′ 1″ O   |
| Kirche Rabenau                                     | Saalkirche mit eingezogenem Chor und Dachreiter von 1640 | Rabenau                         | Rabenau                       | weitere Bilder | 50° 57′ 47″ N, 13° 38′ 28″ O |
| Dorfkirche Reinhardtsdorf                          | Saalkirche, im Kern 15./16. Jh., barockisiert | Reinhardtsdorf-Schöna           | Reinhardtsdorf                | weitere Bilder | 50° 53′ 44″ N, 14° 11′ 21″ O |
| Kirche Ruppendorf                                  | Saalkirche, Glocke 1504 datiert, Kirche bis 1674 wiederhergestellt, schlichter Rechteckbau mit Dachreiter | Klingenberg (Sachsen)           | Ruppendorf                    | weitere Bilder | 50° 54′ 30″ N, 13° 36′ 7″ O  |
| Klosterkirche Pirna                                | Zweischiffige gotische Hallenkirche des Dominikanerklosters, katholische Pfarrkirche; Rest der Klostergebäude als Museum genutzt | Pirna                           | Pirna                         | weitere Bilder | 50° 57′ 48″ N, 13° 56′ 20″ O |
| Kreuzerhöhungskirche (Sebnitz)                     | Neugotischer Neubau 1890/92 nach Plan von Christian Gottfried Schramm | Sebnitz                         | Sebnitz                       | weitere Bilder | 50° 58′ 31″ N, 14° 16′ 34″ O |
| Laurentiuskirche Hartmannsdorf                     | Saalkirche mit Satteldach, der Chor mit 3/8-Schluss und Strebepfeilern, verschieferter, achteckiger Dachreiter über dem Saal, datiert 1871. | Hartmannsdorf-Reichenau         | Hartmannsdorf                 | weitere Bilder | 50° 49′ 46″ N, 13° 33′ 32″ O |
| Lutherkirche (Freital)                             | Eindrucksvoller Gebäudekomplex aus Kirche, Denkmalhalle, Rundtempel und Pfarrhaus nach Plan von Gotthilf Ludwig Möckel | Freital                         | Döhlen                        | weitere Bilder | 51° 0′ 25″ N, 13° 38′ 52″ O  |
| Marienkirche (Dohna)                               | Dreischiffige Hallenkirche mit Zellengewölbe in der Nachfolge der Albrechtsburg Meißen, im 19. Jh. umgebaut | Dohna                           | Dohna                         | weitere Bilder | 50° 57′ 16″ N, 13° 51′ 25″ O |
| Marienkirche (Pirna)                               | Bedeutende dreischiffige spätgotische Hallenkirche mit dreiapsidialem Schluss und beachtenswertem Netzgewölbe 1502/15 von Peter Ulrich von Pirna | Pirna                           | Pirna                         | weitere Bilder | 50° 57′ 44″ N, 13° 56′ 37″ O |
| Nikolaikirche (Wilsdruff)                          | Neugotischer Neubau 1896 | Wilsdruff                       | Wilsdruff                     | weitere Bilder | 51° 3′ 10″ N, 13° 32′ 16″ O  |
| Nikolaikirche Dippoldiswalde                       | Bedeutende dreischiffige Pfeilerbasilika im Übergangsstil, 2. V. 13. Jh. | Dippoldiswalde                  | Dippoldiswalde                | weitere Bilder | 50° 53′ 28″ N, 13° 39′ 58″ O |
| Peter-und-Paul-Kirche Sebnitz                      | Chor mit Strebepfeilern und Dreiachtelschluss E. 15. Jh., Schiff 1619 | Sebnitz                         | Sebnitz                       | weitere Bilder | 50° 58′ 17″ N, 14° 16′ 22″ O |
| Schlosskirche Zuschendorf                          | Schlichter Saalbau mit eingezogenem, gerade schließendem Chor, 1559, siehe Zuschendorf#Schloss Zuschendorf | Pirna                           | Zuschendorf                   | weitere Bilder | 50° 56′ 0″ N, 13° 54′ 54″ O  |
| Stadtkirche Bärenstein                             | 1495 erbaute Saalkirche, davon erhalten die Umfassungswände und das Chorgewölbe, 1738–40 nach mehreren Bränden vor allem im Innern erneuert. Nahezu quadratischer Saal mit Rundbogenfenstern, stark eingezogenem zweijochigem Chor mit Kreuzrippengewölbe, Spitzbogenfenstern und 3/8-Schluss; quadratischer Nordturm. | Altenberg (Erzgebirge)          | Bärenstein                    | weitere Bilder | 50° 48′ 5″ N, 13° 47′ 51″ O  |
| St. Antonius (Berggießhübel)                       | Katholische Kirche, Neubau 1993 nach Plan von H. Paul, Altarbild 1720 | Bad Gottleuba-Berggießhübel     | Berggießhübel                 | weitere Bilder | 50° 52′ 32″ N, 13° 57′ 5″ O  |
| St. Christophorus (Glashütte)                      | Schlichter Saalbau mit Dachreiter, rustikales Sockelgeschoss, einige Farbglasfenster, mit Wohnungsausbau. | Glashütte (Sachsen)             | Glashütte                     | weitere Bilder | 50° 51′ 5″ N, 13° 47′ 0″ O   |
| St. Gallus (Sadisdorf)                             | Nahezu quadratische Saalkirche mit 5/10-Schluss, 1633/44 erbaut unter Verwendung älterer Bauteile | Dippoldiswalde                  | Sadisdorf                     |                | 50° 50′ 31″ N, 13° 38′ 10″ O |
| St. Kunigunde (Pirna)                              | Neugotische, katholische Kirche 1869 von Adolph Canzler | Pirna                           | Pirna                         | weitere Bilder | 50° 57′ 41″ N, 13° 56′ 25″ O |
| St.-Gertrudis-Kirche                               | Katholische Kirche in Neustadt in Sachsen, Neubau 1928 | Neustadt i. Sa.                 | Neustadt in Sachsen           | weitere Bilder | 51° 1′ 27″ N, 14° 12′ 46″ O  |
| St.-Jacobi-Kirche (Neustadt in Sachsen)            | 1346 erstmals erwähnt, zahlreiche Umbauten, Turm von Gotthilf Ludwig Möckel | Neustadt i. Sa.                 | Neustadt in Sachsen           | weitere Bilder | 51° 1′ 36″ N, 14° 12′ 49″ O  |
| St.-Jakobus-Kirche (Freital)                       | Saalkirche im Stil der Neurenaissance mit hohem Westturm nach Plan von Woldemar Kandler | Freital                         | Pesterwitz                    | weitere Bilder | 51° 1′ 39″ N, 13° 39′ 4″ O   |
| St. Joachim (Freital)                              | Katholische Kirche, schlichtes neuromanisches Bauwerk von 1895 mit Saal im Obergeschoss | Freital                         | Deuben                        | weitere Bilder | 50° 59′ 39″ N, 13° 39′ 13″ O |
| St.-Johannis-Kirche (Bad Schandau)                 | Im Kern spätgotisch, 1645 Westturm, 1668/71 Schiff erneuert, neuer Turmabschluss 1711 | Bad Schandau                    | Bad Schandau                  | weitere Bilder | 50° 55′ 2″ N, 14° 9′ 17″ O   |
| St. Petri (Gottleuba)                              | Spätgotische Saalkirche mit Anbauten und Westturm, Putzbau mit Strebepfeilern, spätgotische Maßwerkfenster und reiche Portale, Einfriedung als Ringmauer einer mittelalterlichen Wehranlage | Bad Gottleuba                   | Bad Gottleuba                 | weitere Bilder | 50° 50′ 55″ N, 13° 56′ 35″ O |
| St. Pius (Wilsdruff)                               | Kath. Pfarrkirche mit Ausstattung sowie zwei Skulpturen – schlichter Kirchenbau der Nachkriegszeit 1955/56, Architekt: Andreas Marquart, Leipzig | Wilsdruff                       | Wilsdruff                     | weitere Bilder | 51° 3′ 10″ N, 13° 32′ 13″ O  |
| St. Wolfgang (Glashütte)                           | Im Kern spätgotisch, mehrfach umgebaute Saalkirche mit Chor, Altar 1613, Bergmannskanzel 1650, Orgel 1797 | Glashütte (Sachsen)             | Glashütte                     | weitere Bilder | 50° 51′ 8″ N, 13° 46′ 36″ O  |
| Stadtkirche Geising                                | Im Kern spätgotisch, barock umgebaut; Ausstattung: u. a. Flügelaltar um 1520, Orgel ursprünglich von 1748 von Ranft, vielfach erneuert, zuletzt 2008/13 durch Eule-Orgelbau, IIP/22 | Altenberg                       | Geising                       | weitere Bilder | 50° 45′ 32″ N, 13° 47′ 29″ O |
| Stadtkirche Hohnstein                              | Barocke Chorturmkirche von George Bähr 1725/28, Restaurierungen 1825, 1881, 1967 und nach 1989, beachtliche historische Orgel aus der ehem. Kirche von Stöntzsch, durch J. S. Bach nach Überarbeitung 1732 geprüft | Hohnstein                       | Hohnstein                     | weitere Bilder | 50° 58′ 50″ N, 14° 6′ 34″ O  |
| Stadtkirche Stolpen                                | Schlichte Saalkirche, im Kern romanisch, mehrfacher Umbau | Stolpen                         | Stolpen                       | weitere Bilder | 51° 2′ 54″ N, 14° 4′ 56″ O   |
| Stadtkirche Dippoldiswalde                         | Spätgotische Hallenkirche mit eingezogenem polygonal schließendem Chor 1496/1506 | Dippoldiswalde                  | Dippoldiswalde                | weitere Bilder | 50° 53′ 45″ N, 13° 40′ 1″ O  |
| Stadtkirche Lauenstein                             | Nachgotische Hallenkirche 1596–1602 mit reicher Renaissance-Ausstattung | Altenberg                       | Lauenstein                    | weitere Bilder | 50° 47′ 1″ N, 13° 49′ 26″ O  |
| Katholische Kirche (Bad Schandau)                  | Kirche (ehemalige Villa) mit integriertem Pfarrhaus und Einfriedung | Bad Schandau                    | Bad Schandau                  | weitere Bilder | 50° 55′ 0″ N, 14° 9′ 37″ O   |

## Pfarrhäuser
| Artikel | Beschreibung | Gemeinde                    | Ort                         | Bild           | Koordinaten                  |
| --- | --- | --------------------------- | --------------------------- | -------------- | ---------------------------- |
| Kantorat Altenberg | Zweigeschossiges Bauwerk mit Schieferdach und verbrettertem Obergeschoss | Altenberg                   | Altenberg                   |                | 50° 45′ 58″ N, 13° 45′ 22″ O |
| Kath. Pfarrhaus Neustadt, Struvestraße 5                                                                                              | Kirche und Pfarrhaus sind einheitlich in expressionistischen Formen gestaltet | Neustadt in Sachsen         | Neustadt in Sachsen         | weitere Bilder | 51° 1′ 26″ N, 14° 12′ 47″ O  |
| Pfarrhaus Heidenau, Fröbelstraße 5 | Kath. Kirche (1937), damit verbunden Pfarrhaus (mit Gemeindesaal, 1926); einfache Saalkirche mit Rechteckchor und Nordturm | Heidenau                    | Heidenau                    |                | 50° 58′ 18″ N, 13° 52′ 11″ O |
| Kirche mit integriertem Pfarrhaus Bad Schandau                                                                                        | Ehemals großbürgerliche klassizistische Villa, zur katholischen Kirche umgenutzt | Bad Schandau                | Bad Schandau                | weitere Bilder | 50° 55′ 0″ N, 14° 9′ 36″ O   |
| Pfarrhaus Burkhardswalde (Müglitztal)                                                                                                 | Massives Pfarrhaus mit Walmdach, 19. Jh., Seitengebäude mit Krüppelwalmdach und Segmentbogenportal und Scheune (Nr. 20a) eines Pfarrhofes, dazu Hofmauer mit Toreinfahrt                                                                                        | Müglitztal                  | Burkhardswalde (Müglitztal) |                | 50° 55′ 16″ N, 13° 51′ 30″ O |
| Pfarrhaus Grumbach (Nr. 5), Wohnstallhaus (Nr. 6, Pächterhaus)                                                                        | Pfarrhaus trotz einiger Veränderungen denkmalwürdig, mit Nummer 6 und der Allee sowie Pfarrgarten mit Einfriedung (Gartendenkmal); Wohnstallhaus: EG massiv, Tore mit Segmentbogen, Eingänge und Fenster mit schlichtem Sandsteingewände, Freitreppe            | Wilsdruff                   | Grumbach                    |                | 51° 1′ 34″ N, 13° 33′ 8″ O   |
| Pfarrhaus Reinhardtsdorf (Nr. 78), zwei Seitengebäude (das nordwestliche Seitengebäude Nr. 78a) und Feldscheune eines Pfarrhofes      | Nordwestliches Seitengebäude zum Teil Fachwerk, Feldscheune verbrettert, Pfarrhaus zweigeschossiger Putzbau mit Mansarddach, Feldscheune unterhalb des Friedhofs gelegen                                                                                        | Reinhardtsdorf-Schöna       | Reinhardtsdorf              |                | 50° 53′ 43″ N, 14° 11′ 19″ O |
| Pfarrhaus Stolpen, Alte Schulstraße 7; 9                                                                                              | 1. H. 19. Jh., dreigeschossiger Putzbau mit Walmdach | Stolpen                     | Stolpen                     |                | 51° 2′ 54″ N, 14° 4′ 55″ O   |
| Pfarrhaus Oberottendorf | Putzbau mit ornamental verschiefertem Giebel, ehem. Fachwerkhaus, Obergeschoss wohl ehemals Fachwerk, steiles Satteldach, Schieferdeckung, Giebelverschieferung, Sandstein-Fenstergewände                                                                       | Neustadt in Sachsen         | Oberottendorf               | Bild gesucht   | 51° 3′ 57″ N, 14° 12′ 47″ O  |
| Pfarrhaus Lichtenhain Am Anger 7 | Obergeschoss Fachwerk, verbrettert, Biberschwanzdeckung, verbrettert, im Dach drei Fledermausgauben, gerader Türsturz mit Palmwedel. | Sebnitz                     | Lichtenhain (Sebnitz)       | Bild gesucht   | 50° 56′ 38″ N, 14° 14′ 23″ O |
| Pfarrhaus Langenhennersdorf | Putzbau mit repräsentativem Portal und Farbglasfenstern. Sockel, Stockgesimse, Dachüberstände. | Bad Gottleuba-Berggießhübel | Langenhennersdorf           |                | 50° 53′ 12″ N, 14° 0′ 32″ O  |
| Pfarrhaus Wilschdorf Am Schulweg 3 | Ehemaliges Wohnstallhaus, Obergeschoss Fachwerk. Mit originaler Haustür, hölzerner Eingangsvorbau, Sandsteinquadersockel, verputzt, Fachwerk verbrettert. | Dürrröhrsdorf-Dittersbach   | Wilschdorf                  |                | 51° 3′ 21″ N, 14° 0′ 6″ O    |
| Pfarrhaus Langenwolmsdorf Bergstraße 7                                                                                                | Orts- und baugeschichtlich von Bedeutung, Bau mit Drempel, Mittelrisalit und Bedachungen | Stolpen                     | Langenwolmsdorf             |                | 51° 2′ 33″ N, 14° 7′ 2″ O    |
| Pfarrhaus Breitenau 34 | Putzbau mit Stockgesims, flacher Mittelrisalit, Satteldach, baugeschichtlich und ortsgeschichtlich von Bedeutung. | Bad Gottleuba-Berggießhübel | Breitenau                   | Bild gesucht   | 50° 48′ 27″ N, 13° 53′ 24″ O |
| Pfarrhaus und Pfarrgarten Cotta | Repräsentatives Pfarrhaus mit Schmuckfachwerk und Erker, in der Fassade bezeichnet 1907. Pfarrgarten: repräsentativer Vorgarten mit Winter-Linde (Tilia cordata) und Eibe (Taxus baccata) sowie Zi                                                              | Dohma                       | Cotta                       | Bild gesucht   | 50° 54′ 12″ N, 13° 57′ 48″ O |
| Pfarrhaus Lohmen | Schlichter Putzbau, noch von klassizistischer Wirkung, schönes Eingangsportal als bekrönter Sandstein-Türstock mit altem Türblatt. Inschrift über der Tür: 18 Ps(alm) 127.V.1. 67 (1867 Ps 127,1 ), um 1900 (Türblatt)                                          | Lohmen                      | Lohmen                      |                | 50° 59′ 21″ N, 13° 59′ 43″ O |
| Pfarrhaus Lauterbach (Stolpen) Dorfstraße 53                                                                                          | Bau- und ortsgeschichtliche Bedeutung | Stolpen                     | Lauterbach (Stolpen)        | weitere Bilder | 51° 4′ 2″ N, 14° 7′ 5″ O     |
| Pfarrhaus Markersbach | Putzbau mit aufwendigem Portal und Krüppelwalmdach, zwei Oculi im Giebel. | Bad Gottleuba-Berggießhübel | Markersbach                 |                | 50° 50′ 20″ N, 13° 59′ 5″ O  |
| Pfarrhaus Döbra | Schlichter Putzbau mit Gurtgesims und Satteldach, mit Stockgesimsen und Türverdachung | Liebstadt                   | Döbra                       | Bild gesucht   | 50° 50′ 18″ N, 13° 50′ 22″ O |
| Pfarrhaus Sadisdorf, Frauensteiner Straße 12                                                                                          | Zweigeschossig, massiv, Gewände, Gesimse und Ecklisenen aus Sandstein, im Giebel Zwillings-Rundbogenfenster und Okulus, Satteldach. | Dippoldiswalde              | Sadisdorf                   |                | 50° 50′ 30″ N, 13° 38′ 13″ O |
| Pfarrhaus Hermsdorf Hauptstraße 34 | Obergeschoss Fachwerk, verschindelt. Erdgeschoss massiv, Sandstein-Fenstergewände, Sprossung im Denkmalsinn erneuert, Fenster Obergeschoss in originaler Größe, Satteldach, schiefergedeckt                                                                     | Hermsdorf/Erzgeb.           | Hermsdorf                   | Bild gesucht   | 50° 45′ 34″ N, 13° 37′ 46″ O |
| Ev. Pfarrhaus Porschdorf Hauptstraße 59                                                                                               | Putzbau mit Schmuckfachwerk in den Giebeln | Bad Schandau                | Porschdorf                  |                | 50° 56′ 36″ N, 14° 7′ 24″ O  |
| Pfarrhaus Somsdorf Höckendorfer Straße 60                                                                                             | Pfarrhaus, im Vorgarten steingefasste Entwässerung, neben dem Haus Einfriedungsmauer und zwei Torpfosten, Pfarrgarten; Pfarrhaus mit Fachwerk-Obergeschoss und bemerkenswertem Türgewände (Beschriftung, Schlussstein)                                          | Freital                     | Somsdorf                    |                | 50° 58′ 32″ N, 13° 36′ 8″ O  |
| Pfarrhaus Bad Gottleuba Kirchgasse 8                                                                                                  | Zweigeschossiger Putzbau mit steilem Walmdach und Fledermausgaupen, in Hanglage | Bad Gottleuba-Berggießhübel | Bad Gottleuba               |                | 50° 50′ 56″ N, 13° 56′ 37″ O |
| Pfarrhaus Liebstadt, Kirchplatz 1 | Putzbau mit Reformstilelementen, mittiger Treppenturm, Walmdach. | Liebstadt                   | Liebstadt                   | Bild gesucht   | 50° 51′ 49″ N, 13° 51′ 22″ O |
| Pfarrhaus Ehrenberg (Hohnstein), Kirchsteig 22                                                                                        | Putzbau über nahezu quadratischem Grundriss, originales Türblatt und hölzernes Vorhäuschen, Walmdach. | Hohnstein                   | Ehrenberg                   | Bild gesucht   | 50° 59′ 28″ N, 14° 9′ 9″ O   |
| Pfarrhaus Sebnitz, Kirchstraße 7 | Schlichtes zweigeschossiges Bauwerk 1852, Rundbogenfenster im Erdgeschoss, dreiseitig vorspringender Mittelteil | Sebnitz                     | Sebnitz                     | weitere Bilder | 50° 58′ 17″ N, 14° 16′ 23″ O |
| Pfarrhaus Glashütte, Markt 6 | Zweigeschossiger massiver Putzbau, beide Geschosse mit Fenstergewänden, Krüppelwalmdach, Biberschwanzdeckung, altes Türblatt, Gebäude optisch gehoben durch Palladiomotiv und zentralem Erker über Eingang                                                      | Glashütte                   | Glashütte                   |                | 50° 51′ 7″ N, 13° 46′ 37″ O  |
| Pfarrhaus Rabenau, Markt 8 | Villenartiger Bau mit flachem Mittelrisalit und Walmdach, zweigeschossiger massiver Putzbau, flacher zweiachsiger Mittelrisalit, alle Fenster gesprosst, Reste von Sandstein-Fensterbekrönung, Schie                                                            | Rabenau                     | Rabenau                     |                | 50° 57′ 45″ N, 13° 38′ 27″ O |
| Pfarrhaus Dittersdorf, Obere Hauptstraße 110                                                                                          | Möglicherweise einst Fachwerk, zweigeschossiger massiver Putzbau, Giebel neu verschindelt, in beiden Geschossen Sandstein-Fenstergewände, keine Sprossung, Satteldach, Schieferdeckung.                                                                         | Glashütte                   | Dittersdorf                 | Bild gesucht   | 50° 49′ 40″ N, 13° 48′ 23″ O |
| Pfarrhaus Papstdorf mit Pfarrgarten und Seitengebäude Alte Hauptstraße 43                                                             | Pfarrhaus Papstdorf mit Pfarrgarten und Seitengebäude sowie Zufahrtstor und Pforte sowie Hohlweg zur Kirche – Putzbau mit übergiebeltem Mittelteil, hölzernes Vorhaus                                                                                           | Gohrisch                    | Papstdorf                   |                | 50° 53′ 47″ N, 14° 7′ 48″ O  |
| Pfarrhaus Ulbersdorf, Pfarrweg 1 | Putzbau mit Gurtgesims und Walmdach. Biberschwanzdeckung, 6 zu 4 Achsen, flacher Mittelrisalit mit Doppelfenster, Walmdach, profiliertes Sandsteingewände, durchweg gerade Fensterbedachungen                                                                   | Hohnstein                   | Ulbersdorf                  | Bild gesucht   | 50° 57′ 48″ N, 14° 12′ 31″ O |
| Pfarrhaus Weesenstein, Altenberger Straße 11                                                                                          | Pfarrhaus mit Einfriedung – repräsentatives, frei stehendes, gründerzeitliches Gebäude, erhöht liegend, Putzbau mit Gesprengegiebel. | Müglitztal                  | Weesenstein                 |                | 50° 56′ 1″ N, 13° 51′ 48″ O  |
| Pfarrhaus Pesterwitz, Zur Jakobuskirche 3                                                                                             | Pfarrhaus mit Pfarrgarten; von bau- und ortsgeschichtlicher Bedeutung | Freital                     | Pesterwitz                  |                | 51° 1′ 41″ N, 13° 39′ 5″ O   |
| Pfarrhaus Neustadt, Kirchplatz 2 | Auf Hakengrundriss, Reste der Einfriedung, Grablege und Epitaph, ältestes erhaltenes Gebäude im Ort, Obergeschoss Fachwerk, EG massiv, mit Sandsteingewänden, mit dominantem Seitengiebel, bemerkenswertes Sitznischen-Renaissanceportal, drei Granittorpfosten | Neustadt in Sachsen         | Neustadt in Sachsen         |                | 51° 1′ 36″ N, 14° 12′ 51″ O  |
| Pfarrhaus Hohnstein, Schulberg 3 | Massives, zweigeschossiges, breitgelagertes Gebäude mit Walmdach, zwei profilierte Türgewände mit Schlussstein, alle Fenster mit Sandsteingewänden. | Hohnstein                   | Hohnstein                   |                | 50° 58′ 51″ N, 14° 6′ 33″ O  |
| Pfarrhaus Dippoldiswalde, mit Pfarrgarten Kirchplatz 6                                                                                | Zweigeschossig (Obergeschoss niedriger), massiv, Putzbau, Geschosse durch Gurtgesims optisch getrennt, Eingang mit Sandsteingewände und gerader Verdachung mit Aufschrift.                                                                                      | Dippoldiswalde              | Dippoldiswalde              |                | 50° 53′ 46″ N, 13° 40′ 0″ O  |
| Pfarrhaus Hinterhermsdorf, mit Einfriedung Oberdorfweg 9                                                                              | Zweigeschossig, flaches Walmdach, massiv, mit Resten von Putzgliederung (Gurtgesims), rundbogiges Haustürgewände mit Schlussstein, Freitreppe, Granittrog. | Sebnitz                     | Hinterhermsdorf             |                | 50° 55′ 32″ N, 14° 21′ 40″ O |
| Pfarrhaus Dorfhain, mit Einfriedung, dazu Pfarrgarten Schulstraße 10                                                                  | Zweigeschossiger massiver Putzbau, vergleichsweise aufwändiger Dekor, originale Fenstersprossung, Fensterläden, zentraler Eingang mit Freitreppe und portikusartiger Rahmung                                                                                    | Dorfhain                    | Dorfhain                    | weitere Bilder | 50° 56′ 0″ N, 13° 33′ 52″ O  |
| Pfarrhaus Rosenthal, mit Inschrifttafel Kirchgasse 1                                                                                  | Obergeschoss Fachwerk verbrettert, im Innern Portal mit Schlussstein, bezeichnet, Gedenktafel für Gottfried August Homilius an der Hauswand, Rechter Gebäudeteil jünger, Gedenktafel-Inschrift                                                                  | Rosenthal-Bielatal          | Rosenthal                   |                | 50° 50′ 49″ N, 14° 3′ 35″ O  |
| Pfarrhaus Hennersdorf, mit Pfarrgarten Obere Dorfstraße 8                                                                             | Massiver Putzbau mit Sandsteingewänden, zweigeschossig, zweiflügelige alte Haustür, an der Giebelseite einige Fenster zugesetzt, im Obergeschoss NW-Seite verbrettert, ebenso Giebel verbrettert                                                                | Dippoldiswalde              | Hennersdorf                 |                | 50° 49′ 30″ N, 13° 37′ 26″ O |
| Pfarrhaus Klingenberg, mit Pfarrgarten sowie zwei Torpfeiler und Einfriedung Untere Hauptstraße 4                                     | Zweigeschossiger massiver Putzbau, Sandstein-Fenstergewände, zwei Haustürgewände, Giebel mit Palladiomotiv und Lünette, Satteldach. Vorgarten vor dem SW-Giebel des Pfarrhauses                                                                                 | Klingenberg                 | Colmnitz                    |                | 50° 54′ 32″ N, 13° 29′ 43″ O |
| Pfarrhaus Kesselsdorf, mit Pfarrgarten und Einfriedung Christian-Klengel-Straße 19                                                    | Zweigeschossig, Sandsteingewände, Fledermausgauben, Giebel verbrettert, Walmdach, weitgehend unverändert, Pfarrgarten mit Einfriedungsmauer aus Bruchsteinmauerwerk, Solitärbäume und Obstbäume                                                                 | Wilsdruff                   | Kesselsdorf                 |                | 51° 1′ 53″ N, 13° 35′ 45″ O  |
| Pfarrhaus Wilsdruff, mit Stützmauer und Einfriedungsmauer Kirchplatz 3                                                                | Bildet mit Nicolaikirche funktionelle und gestalterische Einheit, zweigeschossiger Bau mit Krüppelwalmdach und seitlichen Dreiecksgiebeln, wie die Nicolaikirche im neugotischen Stil errichtet                                                                 | Wilsdruff                   | Wilsdruff                   |                | 51° 3′ 10″ N, 13° 32′ 17″ O  |
| Pfarrhaus Blankenstein und Einfriedungsmauer Kirchweg 2                                                                               | Obergeschoss Fachwerk, EG massiv, Sandsteingewände, Portal mit Korbbogen und Schlussstein, altes zweiflügeliges Türblatt, Obergeschoss zum Teil verputzt, Süd- und Ostseite verbrettert, Krüppelwalmdach                                                        | Wilsdruff                   | Blankenstein                |                | 51° 2′ 17″ N, 13° 25′ 48″ O  |
| Pfarrhaus Oelsen und Scheune, Oelsener Straße 20                                                                                      | Pfarrhaus Putzbau mit profiliertem Portalgewände und Türverdachung, dazu Terrassenvorbau und Vortreppe. Vortreppe mit Sandsteinpfosten, Reste der Gitteranlage, eine Hälfte der Scheune abgebrochen                                                             | Bad Gottleuba-Berggießhübel | Oelsen                      | Bild gesucht   | 50° 48′ 32″ N, 13° 55′ 55″ O |
| Pfarrhaus Höckendorf und Scheune Kirchweg 2                                                                                           | Pfarrhaus: Obergeschoss Fachwerk, Fachwerkscheune sowie Einfriedungsmauer, Torbogen, Felsenkeller und Pfarrgarten, Pfarrhaus 1698 gebaut (nach Abriss des Vorgängerbaus aus der Zeit vor der Reformation)                                                       | Klingenberg                 | Höckendorf                  | Bild gesucht   | 50° 55′ 35″ N, 13° 35′ 18″ O |
| Pfarrhaus und Scheune Reinhardtsgrimma, verbunden durch Mauer mit Torbogen, dazu Pfarrgarten mit Einfriedung Pfarrweg 2               | Zweigeschossiger massiver Putzbau mit steilem geschweiften Walmdach (Biberschwanzdeckung), zwei Fledermausgaupen, zentrale dreiecksgegliederte Gaupe, Sprossung im originalen Sinn                                                                              | Glashütte                   | Reinhardtsgrimma            |                | 50° 53′ 36″ N, 13° 45′ 15″ O |
| Pfarrhaus Stürza und Seitengebäude Hohnsteiner Straße 67                                                                              | Wohlproportionierter, massiver Putzbau, Sandsteingewände, hohes Krüppelwalmdach, Granitzaunspfähle, straßenseitig Portal und Sandsteinsockel zur Ausgleichung des Niveauunterschiedes durch Hanglage                                                            | Dürrröhrsdorf-Dittersbach   | Stürza                      | weitere Bilder | 51° 0′ 39″ N, 14° 3′ 58″ O   |
| Pfarrhaus Ruppendorf und Seitengebäude Paulsdorfer Straße 1                                                                           | Pfarrhaus und Seitengebäude, mit Einfriedung und Torpfosten Seitengebäude Fachwerk. Pfarrhaus: zweigeschossiger massiver Putzbau, Sandstein-Fenster- und -Türgewände, Fenster in originaler Größe                                                               | Klingenberg                 | Ruppendorf                  | Bild gesucht   | 50° 54′ 29″ N, 13° 36′ 7″ O  |
| Pfarrhaus Pretzschendorf und Seitengebäude Zur Kirche 10; 12                                                                          | Pfarrhaus und Seitengebäude (Nr. 10) mit Pfarrgarten (gehört zu Nr. 12) sowie Einfriedungsmauer und Sandsteintafel am Tor – Pfarrhaus: massiv, Korbbogen-Sandstein-Türgewände, altes Türblatt, Sandstein-Fenster                                                | Klingenberg                 | Pretzschendorf              | Bild gesucht   | 50° 52′ 20″ N, 13° 31′ 30″ O |
| Pfarrhaus Possendorf und zwei Seitengebäude des Pfarrhofes Kirchgasse 2                                                               | Pfarrhaus und zwei Seitengebäude des Pfarrhofes | Bannewitz                   | Possendorf                  |                | 50° 57′ 52″ N, 13° 42′ 44″ O |
| Pfarrhaus Kreischa, Pfarrgarten mit altem Baumbestand Lungkwitzer Straße 8                                                            | Pfarrhaus, Pfarrgarten mit altem Baumbestand, Einfriedung und Stützmauer an der Hermsdorfer Straße, im Vorgarten Steinkreuz – repräsentatives Gebäude der Gründerzeit, Anklänge an den neogotischen und Neorenaissance-Stil, baugeschichtlich un                | Kreischa                    | Kreischa                    |                | 50° 56′ 41″ N, 13° 45′ 41″ O |
| Pfarrhaus Porschendorf, Scheune und Pfarrgarten (Gartendenkmal) Lindenstraße 26; 28                                                   | Pfarrhaus Obergeschoss Fachwerk. Pfarrhaus: verbrettert, hohes Walmdach, Erdgeschoss Sandsteingewände, schöne Portale, Freitreppe, Obergeschoss zweiflügelige Fenster, Pfarrgarten                                                                              | Dürrröhrsdorf-Dittersbach   | Porschendorf                | weitere Bilder | 51° 0′ 43″ N, 13° 59′ 52″ O  |
| Ev. Pfarrhaus Bad Schandau | Pfarrhaus, mit Torpfeilern und schmiedeeiserner Einfriedung Dampfschiffstraße 1 | Bad Schandau                | Bad Schandau                | weitere Bilder | 50° 55′ 1″ N, 14° 9′ 16″ O   |
| Pfarrhof Maxen, Maxener Straße 41; 41a                                                                                                | Pfarrhaus (Nr. 41), Seitengebäude (Nr. 41a) und Scheune eines Pfarrhofes, dazu Hofmauer mit Pforte – Pfarrhaus mit steilem Walmdach und Rundbogenportal, davor Freitreppe, Seitengebäuden Obergeschoss Fachwerk                                                 | Müglitztal                  | Maxen                       |                | 50° 55′ 21″ N, 13° 48′ 11″ O |
| Pfarrhof mit Pfarrhaus Johnsbach | Seitengebäude ein Fachwerkgebäude mit aufwändigem Türgewände. zweigeschossiger massiver Putzbau, Sandstein-Fenstergewände, Wand-Öffnung-Verhältnis weitgehend intakt, Satteldach mit Schiefe                                                                    | Glashütte                   | Johnsbach                   | Bild gesucht   | 50° 49′ 42″ N, 13° 44′ 46″ O |
| Pfarrhof mit Pfarrhaus Dohna | Im Kern spätgotisches Bauwerk, Wappen an der Fassade bezeichnet, im Inneren spätgotische Tür. | Dohna                       | Dohna                       |                | 50° 57′ 15″ N, 13° 51′ 23″ O |
| Pfarrhof mit Pfarrhaus Dittersbach, Seitengebäude, zwei Pfeilern der Hofeinfahrt und Hofmauer Hauptstraße 111                         | Pfarrhaus. Obergeschoss Fachwerk mit Andreaskreuzen und mit rückseitigen Renaissancefenstern, Seitengebäude Obergeschoss Fachwerk verbrettert, Hofmauer aus Sandsteinblöcken.                                                                                   | Dürrröhrsdorf-Dittersbach   | Dittersbach                 |                | 51° 2′ 12″ N, 13° 59′ 16″ O  |
| Pfarrhaus Pirna (St. Kunigunde) | Um 1870 (Pfarrhaus); Pfarrhaus der Gemeinde St. Kunigunde; platzbildend an der Kirche gelegen, ein Gründerzeithaus im neogotischen Stil | Pirna                       | Pirna                       | weitere Bilder | 50° 57′ 40″ N, 13° 56′ 26″ O |
| Pfarramt Stadt Wehlen | Pfarrhaus zum Teil Fachwerk, mit Inschrift – baugeschichtlich und ortsgeschichtlich von Bedeutung. | Stadt Wehlen                | Stadt Wehlen                |                | 50° 57′ 26″ N, 14° 1′ 58″ O  |
| Pfarrhaus Struppen | Zweigeschossiger barocker Putzbau 1748–51 mit hohem Mansarddach | Struppen                    | Struppen                    |                | 50° 56′ 9″ N, 14° 0′ 32″ O   |
| Scheune mit Oberlaube Kirchgasse 1 (zu)                                                                                               | Zum Pfarrhaus hin abgeschrägt, prägt den Kirch- und Pfarrhauskontext mit, baugeschichtlich von Bedeutung | Neustadt in Sachsen         | Neustadt in Sachsen         |                | 51° 1′ 35″ N, 14° 12′ 51″ O  |
| Villa (ehemaliges Pfarrhaus Klingenberg) mit originalen Zaunpfählen und Trockenmauer Zum Weißeritztal 90                              | Historisierender Villenbau mit Anklängen an italienische Renaissance. Zweigeschossig über flachem Polygonalmauerwerksockel, Erdgeschoss (gestrichen) mit Steingewänden, genutete Ecklisenen                                                                     | Klingenberg                 | Klingenberg                 |                | 50° 55′ 6″ N, 13° 32′ 10″ O  |
| Wohnstallhaus Mohorn und zwei Seitengebäude sowie Brunnen, Tor und Stützmauer eines Pfarrhofes, außerdem Garten Nossener Straße 4; 4a | Wohnstallhaus: zweigeschossig, massiv, Sandsteingewände, Türgewände profiliert, zwei alte zweiflügelige Türen, Schrifttafel, Walmdach, zwei Seitengebäude, eines mit Fachwerk, 2.H. 19.Jh., Pfarrgarten                                                         | Wilsdruff                   | Mohorn                      |                | 51° 0′ 7″ N, 13° 27′ 34″ O   |

## Gedächtnisorte
| Artikel                    | Beschreibung                                                                                 | Gemeinde | Ort          | Bild          | Koordinaten                  |
| -------------------------- | -------------------------------------------------------------------------------------------- | -------- | ------------ | ------------- | ---------------------------- |
| Altarstein                 | Älteste Erwähnung 1490, nach der Überlieferung als Altar der böhmischen Protestanten benutzt | Sebnitz  | Ottendorf    | weitere Bider | 50° 53′ 31″ N, 14° 19′ 47″ O |
| Friedhof Döhlen            | Friedhof der Lutherkirche Freital, mit 1871 erbauter neugotischer Friedhofskapelle           | Freital  | Döhlen       |               | 51° 0′ 26″ N, 13° 39′ 0″ O   |
| Johannisfriedhof (Freital) | Friedhof der Christuskirche Freital mit neuromanischer Friedhofskapelle 1901/02              | Freital  | Schweinsdorf |               | 50° 59′ 32″ N, 13° 39′ 9″ O  |
| Pesterwitzer Friedhof      | Friedhof der Jakobikirche Freital mit 1859 erbauter neugotischer Friedhofskapelle            | Freital  | Pesterwitz   |               | 51° 1′ 39″ N, 13° 39′ 4″ O   |

∑ 198 Einträge